# تدفق بركاني فتاتي

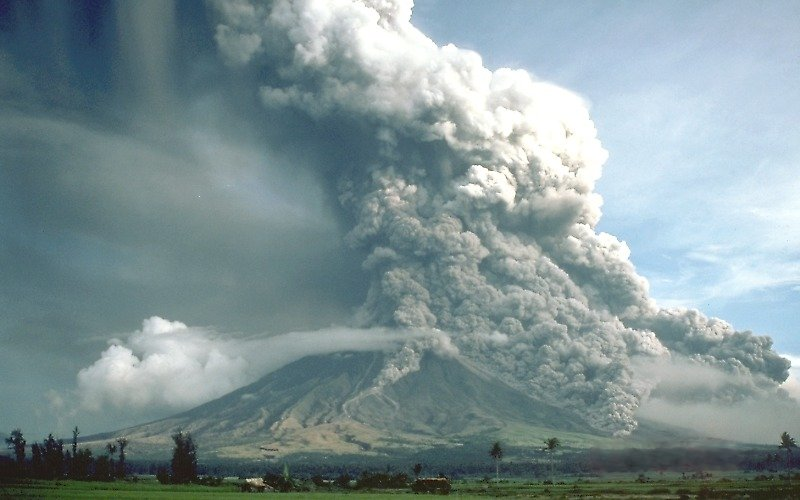
تدفق بركاني فتاتي يندفع نحو الأسفل على جانب بركان مايون في الفلبين في 1984

التدفق البركاني الفتاتي معروف أيضًا علميًا باسم تيار الكثافة البركاني الفتاتي، هو تيار سريع الحركة من الغاز والصخر الساخن (معروفان معًا باسم التفرا) والذي يتحرك بعيدًا عن البركان بسرعات تصل إلى 700 كم في الساعة (450 ميل في الساعة)، ويمكن للغاز أن تصل درجة حرارته إلى حوالي 1,000 درجة مئوية (1,830 درجة فهرنهايت)، التدفقات البركانية الفتاتية عادة ما تصل إلى الأرض وتنحدر إلى الأسفل أو تنتشر أفقيًا، وسرعتها تتوقف على كثافة التيار ومعدل الناتج البركاني ودرجة انحدار المنحدر، وهي النتيجة المشتركة والمدمرة للثورات البركانية المتفجرة.